# Paola Tirados
Paola Tirados Sánchez (* 14. Januar 1980 in Las Palmas de Gran Canaria) ist eine ehemalige spanische Synchronschwimmerin.

## Erfolge
Paola Tirados gewann 2000 bei den Europameisterschaften in Helsinki ihre erste internationale Medaille, als sie im Duett mit Gemma Mengual den dritten Platz belegte. Im selben Jahr gab sie in Sydney ihr Olympiadebüt. Mit Gemma Mengual startete sie im Duett und erreichte mit ihr sowohl in der Qualifikation als auch im Finale den achten Platz. Bei den Europameisterschaften 2002 in Berlin wurde Tirados im Duett mit Mengual und auch mit der Mannschaft Zweite. Ein Jahr darauf gewann sie mit der Mannschaft in der Kombination der Weltmeisterschaften in Barcelona ebenfalls Silber. Im Duett mit Mengual belegte sie Platz drei. 2004 wurde Tirados in Madrid erstmals Europameisterin dank eines ersten Platzes in der Kombination. Darüber hinaus belegte sie Rang zwei im Duett mit Mengual. Bei ihrer zweiten Olympiateilnahme 2004 in Athen gehörte Tirados unter anderem zum spanischen Kader in der Mannschaftskonkurrenz. Mit 96,751 Punkten verpassten die Spanierinnen als Vierte hinter Russland, Japan und den Vereinigten Staaten knapp einen Medaillengewinn. Im Duett ging sie einmal mehr mit Gemma Mengual an den Start und kam auch in diesem Wettkampf nicht über den vierten Platz hinaus.
Die Weltmeisterschaften 2005 in Montreal schloss Tirados in der Kombination und mit der Mannschaft jeweils auf dem Bronzerang ab. Im Duett belegte sie mit Gemma Mengual Platz zwei. Bei den Europameisterschaften 2006 in Budapest erreichte sie wiederum im Duett mit Mengual, in der Kombination und mit der Mannschaft den Silberrang. 2007 gewann sie in Melbourne bei den Weltmeisterschaften im freien Programm des Mannschaftswettbewerbs Silber sowie im technischen Programm Bronze. In den beiden Duett-Wettkämpfen sicherte sie sich mit Gemma Mengual jeweils Silber. Sehr erfolgreich verliefen die Europameisterschaften 2008 in Eindhoven für Tirados: sowohl in der Kombination als auch im Mannschaftswettbewerb gelang ihr jeweils der Titelgewinn. Bei den Olympischen Spielen 2008 in Peking trat sie nurmehr im Mannschaftswettbewerb an. Im technischen und im freien Programm des Wettkampfs erzielten die Spanierinnen das zweitbeste Resultat hinter den späteren Olympiasiegerinnen aus Russland. Vor der drittplatzierten chinesischen Mannschaft gewann Tirados somit gemeinsam mit Alba María Cabello, Raquel Corral, Thaïs Henríquez, Laura López, Andrea Fuentes, Irina Rodríguez und Gemma Mengual eine weitere Silbermedaille. Die Spiele waren schließlich Tirados’ letzter internationaler Wettkampf.